# Шифф, Андраш
Сэр А́ндраш Шифф (венг. Schiff András; род. 21 декабря 1953, Будапешт) — британский классический пианист. Считается одним из лучших интерпретаторов Бетховена, широко известен как исполнитель Моцарта, Баха, Шуберта и Шумана.

## Биография
Родился в Будапеште в пережившей Холокост еврейской семье. В 1968 году выступил в программе «Кто что умеет» венгерского телевидения.
В 1974 году окончил Будапештскую музыкальную академию, где учился у П.Кадоши, Ф.Радоша, Д.Куртага.
В 1979 г. эмигрировал из Венгрии. В 1987 г. получил австрийское гражданство.
Выступал с лучшими оркестрами и дирижёрами. Даёт сольные концерты по всему миру, в том числе в России, и выступает в качестве дирижёра. Широкий репертуар Шиффа включает произведения Баха, Бетховена, Моцарта, Шуберта, Гайдна, Шопена, Скарлатти, Бартока, Шумана, Дебюсси, Равеля.
В 1989—1998 гг. — арт-директор ежегодного музыкального фестиваля камерной музыки близ Зальцбурга. В 1999 г. организовал собственный оркестр камерной музыки «Cappella Andrea Barca».
В 2001 году получил британское подданство, живёт в Лондоне и Флоренции.

### Семья
Жена — Юуко Шиокава, скрипачка.

## Творчество
Из выступлений Шиффа выделяют серию концертов, на которых он исполнил 32 фортепианных сонаты Бетховена в том хронологическом порядке, как они были созданы. Концерты были даны в 2004 году в 20 городах мира и в 2007—2008 гг. на гастролях в Северной Америке; записаны в 2005 г.
В издательстве «G. Henle» осуществил редакцию издания «Хорошо темперированного клавира» Баха (2007), фортепианных концертов Моцарта в оригинальной версии (2007).

### Кинематограф
- 1975 «Госпожа Дери, где вы?» (венг. Déryné hol van?; режиссёр Дьюла Маар) — пианист-подросток
- 1985 «Из Африки» (англ. Out of Africa; режиссёр Сидни Поллак) — исполнение Rondo alla Turca из сонаты № 11 Моцарта (K. 331) на саундтреке
- 1990 «Барток Георга Шолти в Будапеште» (англ. Solti's Bartók in Budapest; ТВ документальный, Венгрия) — пианист (камео)
- 1997 «Великие композиторы» (англ. Great Composers; ТВ документальный, Великобритания) : серия «Иоганн Себастиан Бах» — пианист (камео)
- 2004 «Мелинда и Мелинда» (англ. Melinda and Melinda; режиссёр Вуди Аллен) — исполнение Партиты № 3 Баха (BWV 827) на саундтреке
- 2011 «Променады Би-би-си : № 9: Сибелиус, Барток и Яначек» (англ. BBC Proms; ТВ сериал, Великобритания) — пианист (камео)
- 2012 Люди и власти: серия «Национальные сны — прощание Венгрии с Европой?» (нем. Menschen & Mächte; ТВ документальный, Австрия) — пианист (камео)
- 2012 «Хорошая жена» (англ. «The Good Wife»; ТВ сериал, США) — исполнение Гавота из Английской сюиты № 3 Баха (BWV 808) на саундтреке

## Награды и признание
- 2-е место на конкурсе камерной музыки имени Л.Вейнера (1973)
- 1-я премия на конкурсе Венгерского радио и телевидения (1973)
- 4-я премия конкурса имени П. И. Чайковского (1974)[9]
- 3-я премия Международного конкурса пианистов в Лидсе (1975)
- лауреат международного конкурса имени Ференца Листа (1975)
- Премия «Грэмми» (лучшее выступления солиста без оркестра): Английские сюиты BWV 806—811 (1990 год)
- приз Бартока (1991)
- Премия Франко Аббьяти, сезон 92/93г.
- Памятная медаль Клаудио Аррау Общества Роберта Шумана (Дюссельдорф, 1994)
- Премия имени Кошута (1996) — за выдающиеся заслуги в области культуры и искусства
- Премия Леони Соннинг (1997)
- приз Бременского музыкального фестиваля (2003)
- Почётный член Дома Бетховена в Бонне (2006) — за достижения в интерпретации произведений Бетховена[7]
- Баховская премия Королевской Музыкальной Академии (2007)
- Премия Франко Аббьяти (Италия, 2007) — за цикл фортепианных сонат Бетховена[7]
- Премия «Грэмми» (лучшая вокальная запись) — за диск «Лебединая песня» Шуберта (совместно с Петером Шрайером)
- медаль Уигмор-холла (2008)
- приз фестиваля «Klavier-Festival Ruhr» (2009) — за выдающиеся достижения в игре на фортепиано и за посвящение своей жизни музыке[7]
- Премия Роберта Шумана (2011 год)

Почётный профессор музыкальных учебных заведений в Будапеште, Детмольде, Мюнхене и Оксфордского музыкального колледжа.
- Pour le Mérite (фр. За заслуги) — орден
- Введён в Зал славы журнала Gramophone[10].

## Отзывы
Шифф — всесторонне развитый пианист, одна из сильнейших сторон которого — непосредственность исполнения, естественность музицирования. Благодаря своеобразной манере игры ему удаётся создавать на концертах приподнятую, даже праздничную атмосферу.— Л. Гаккель

Какое прикосновение к роялю, какой заряд энергии, какие жгучие пальцы! У Шиффа — предельная активность творящего духа в каждый момент музицирования.— М. Керени